# Paraheminodus
Paraheminodus – rodzaj morskich ryb skorpenokształtnych z rodziny Peristediidae, wcześniej zaliczany był do kurkowatych (Triglidae).

## Klasyfikacja
Gatunki zaliczane do tego rodzaju:
- Paraheminodus kamoharai
- Paraheminodus laticephalus
- Paraheminodus longirostralis
- Paraheminodus murrayi